# Desognaphosa dryander
Desognaphosa dryander is een spinnensoort uit de familie Trochanteriidae. De soort komt voor in Queensland.